# Mora (Castille-La Manche)
Pour les articles homonymes, voir Mora.
Mora est une commune d'Espagne de la province de Tolède dans la communauté autonome de Castille-La Manche.

## Administration
| Période                                  | Période | Identité | Étiquette | Qualité |
| ---------------------------------------- | ------- | -------- | --------- | ------- |
|                                          |         |          |           |         |
| Les données manquantes sont à compléter. |         |          |           |         |

## Culture

### Fête de l'Olivier
Mora est connue sur le plan national pour sa Fiesta del Olivo (fête de l'olivier), qui a lieu la dernière fin de semaine d'avril. Cette fête rappelle année après année les fêtes en l'honneur de la récolte des olives par les olivareros. Actuellement (2006), la fête de l'olivier compte déjà 50 années de célébrations qui ont fait de Mora un point de rencontre pour les villes et villages limitrophes.

### Carnaval
Le carnaval se célèbre la fin de semaine précédant le Mercredi des Cendres. Il fut interdit pendant des années dans le passé avant d'être rétabli ; il tend à reprendre toute l'importance qu'il eut autrefois.

### LaFeria Chica
Célébrée le 25 et 26 juillet, elle est dédiée aux saints tiago et santana à qui on rend hommage.

### Foire de septembre ouFeria Mayor
Cette foire se tient entre le 14 et 20 septembre en l'honneur du Christ de la Vraie-Croix.

### Fêtes de la Antigua
Célébrées habituellement le premier dimanche de septembre en l'honneur de la Vierge de la Antigua.